# 雲南市加茂文化ホール ラメール
雲南市加茂文化ホール（うんなんしかもぶんかホール）は、島根県雲南市加茂町にある多目的コンサートホール。旧加茂町時代に「遊学」事業の一環として1994年12月に竣工され、翌年1995年に開館した。愛称はラメール。
同町にある光明寺から望む雲海の中の町をイメージして「ラメール」と名付けられたという。建物設計は渡辺豊和。

## 概要等
- 1階
  - ふれあいホール
  - 第1会議室（最大収容人員 50 名）
  - 第2会議室
  - スタジオ303
- 地下1階
  - 大ホール　584席
  - 母子室　6席
  - リハーサル室
  - 第1楽屋（特別室）
  - 第2楽屋（和室）
  - 第3楽屋（洋室）
- 中2階
  - 和室（30畳）
- 2階
  - 客席　106席
- 駐車場
  - 収容台数　平面駐車場 300台

## 休館日
- 毎週水曜日
- 12月29日から1月3日の年末年始

## 周辺施設
- JR西日本加茂中駅から徒歩5分。
- 松江道三刀屋木次IC